# Protaetia calcuttensis
Protaetia calcuttensis är en skalbaggsart som beskrevs av Hermann Burmeister 1842. Protaetia calcuttensis ingår i släktet Protaetia och familjen Cetoniidae. Inga underarter finns listade i Catalogue of Life.